# Lormont
Lormont is een gemeente in het Franse departement Gironde (regio Nouvelle-Aquitaine). De plaats maakt deel uit van het samenwerkingsverband Bordeaux Métropole en het arrondissement Bordeaux. Lormont telde op 1 januari 2022 24.654 inwoners.

## Geografie
De oppervlakte van Lormont bedroeg op 1 januari 2022 7,36 vierkante kilometer; de bevolkingsdichtheid was toen 3.349,7 inwoners per km².

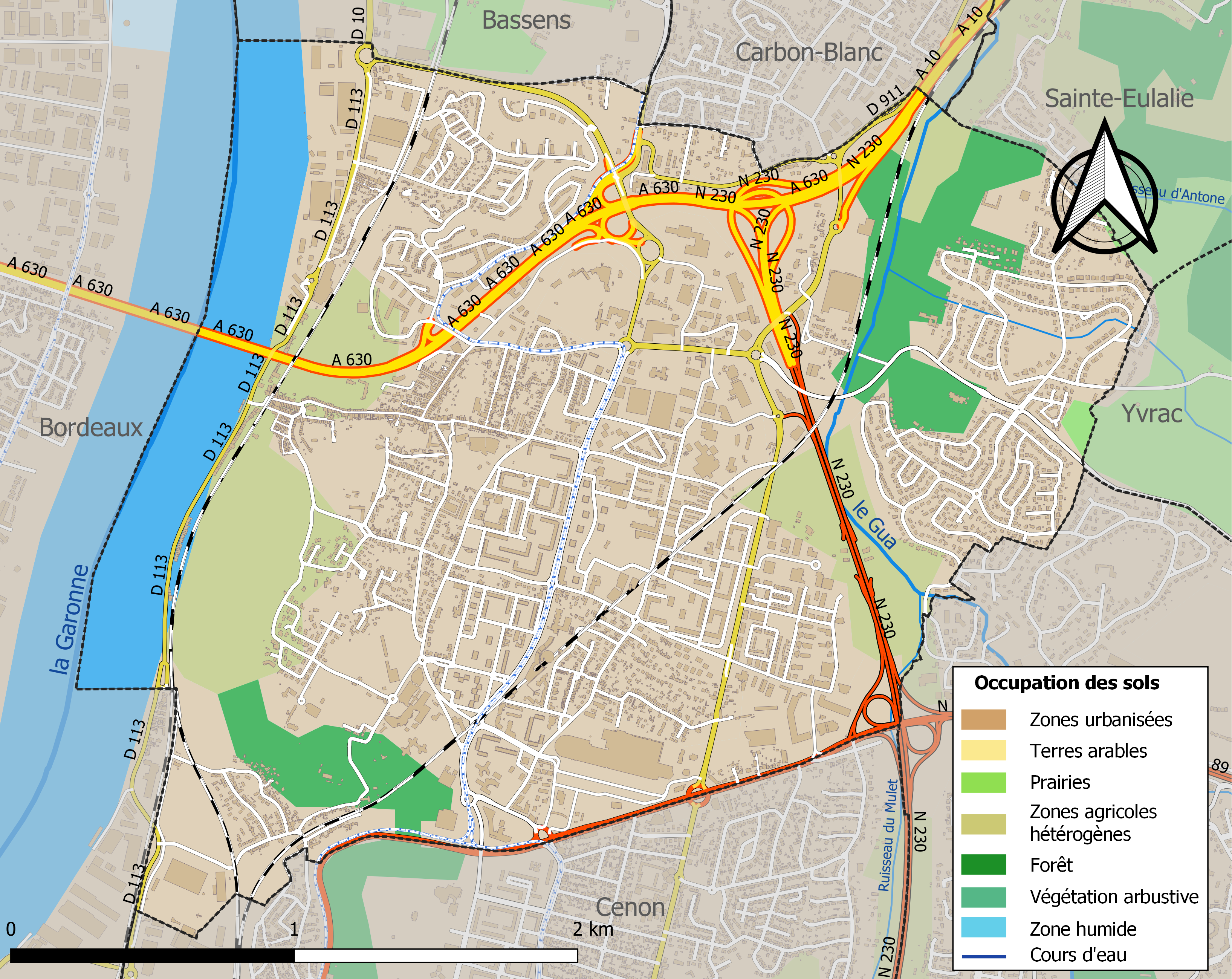
Kaart van de gemeente met belangrijkste infrastructuur, bodemgebruik en omliggende gemeenten

## Demografie
Onderstaande figuur toont het verloop van het inwonertal (bron: INSEE-tellingen).

## Geboren
- Christophe Dugarry (1972), voetballer
- Benoît Trémoulinas (1985), voetballer
- Salif Sané (1990), Senegalees-Frans voetballer